# Bartolomeo Bettera
Bartolomeo Bettera (* 28. August 1639 in Bergamo; † nach 1688) war ein italienischer Maler des 17. Jahrhunderts.
Bettera wurde häufig bei unsignierten Arbeiten mit seinem berühmteren Landsmann Evaristo Baschenis verwechselt, dessen Stil er allerdings auch kopierte. Als Signatur benutzte er die Initialen seines Namens, zwischen denen ein Kreuzchen steht.  Wie Baschenis malte er Stillleben mit Musikinstrumenten. Im Unterschied zu ihm fügte Bettera den Instrumenten noch andere kostbare Gegenstände hinzu, wie z. B. Globen, Skulpturen, Vorhänge oder Schatullen. Für eine gewisse Zeit wirkte Bettera in Rom, 1687 ging er nach Mailand, wo er wahrscheinlich bis zu seinem Tode blieb.
Werke Betteras befinden sich u. a. in der Staatlichen Kunstsammlung Kassel, im Kunsthistorischen Museum Wien und im Turiner Museo di Arte Antica.